# ノーバディ・ライクス・ジ・オープニング・バンド
「ノーバディ・ライクス・ジ・オープニング・バンド」（英: Nobody Likes the Opening Band）は、アメリカ合衆国のインディー・ポップ・バンドであるアイ・ドント・ノウ・ハウ・バット・ゼイ・ファウンド・ミーの楽曲。2018年3月14日にミュージック・ビデオが公開され、公式サイト上で無料配布が開始された。2020年10月23日に発売されたデビュー・スタジオ・アルバム『Razzmatazz』に収録された。

## 制作背景
アイ・ドント・ノウ・ハウ・バット・ゼイ・ファウンド・ミーは、2016年12月6日に開催された『Emo Nite Los Angeles' 2-year anniversary』で初披露となった。同公演は事前告知なく行われ、このことについてダロン・ウィークスは当時在籍していたパニック!アット・ザ・ディスコとの結びつきを悪用したくなかったと語っている。その後ツアーを行うなかでウィークスは、自分たちを知らない観客の前で歌う気持ちに触発され、オープニング・アクトを務めるバンドの負担を軽減させることや、新しいことに挑戦することを観客に提唱することを目的に本作を書いた。
曲はウィークスの高度なボーカル・パフォーマンスを軸とし、ピアノとタンバリンという編成になっている。これはウィークスとライアン・シーマンがそれぞれ普段演奏しているベースやドラムが本作に合わないことから使用せずに、音数を最小限に抑えることにしたため。演奏時間は2分15秒と、アイ・ドント・ノウ・ハウ・バット・ゼイ・ファウンド・ミーにとって3番目に演奏時間が短い楽曲となっている。

## 発売

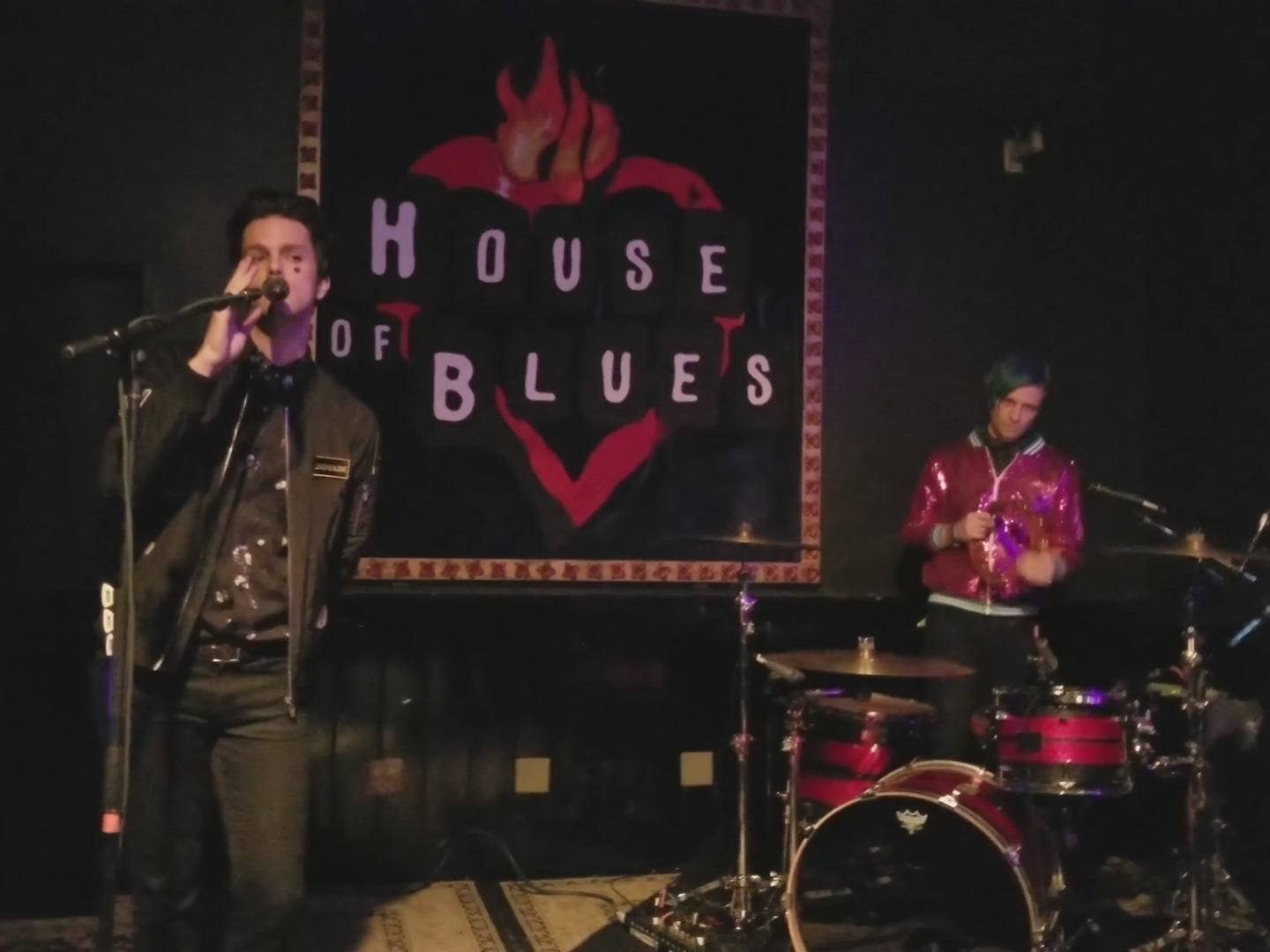
サンディエゴ公演で本作を演奏する2人（2017年）

2017年に開催された公演で2人は本作を演奏するようになった。行われた公演では2人がオープニング・アクトを務めることも多々あり、本作を1曲目に演奏する公演もあった。2018年3月14日に公式サイト上で本作の無料配布が開始され、同日にはYouTube上でオーサム・フォーセスが制作したミュージック・ビデオが公開された。ビデオは1983年半ばのタレントショーで、ピアノを演奏する高齢の女性とスレイベルをはじめとしたパーカッションを演奏するシーマンを伴い、ウィークスが歌唱するという内容になっている。曲が終わりウィークスが観客から果物を投げつけられるところでビデオは終わる。ビデオはソルトレイクシティにある教会で、現代のHDカメラとカムコーダの2台のカメラを使用して撮影された。ミュージック・ビデオの公開後、長らく正式に発売されないままとなっていたが、2020年10月23日にフィアレス・レコードから発売されたデビュー・スタジオ・アルバム『Razzmatazz』に収録された。

## 評価
音楽情報サイト『Ones to Watch』のアンジー・ピッチリーロは、本作の「気の滅入るような喜び」を称賛し、必要最低限に抑えた音作りに由来する演劇的な要素をフランク・シナトラの様式になぞらえた。音楽情報サイト『The Soundtrack』のティアナ・スピターも同様にバラードとしての演劇的所作を称賛し、加えて「魅力的でレトロな」サウンドとウィークスの声域を特徴として挙げた。学生新聞『Raider Reader』のダニエル・ティアニーは「聴くというよりはライブで演奏する楽しみのために存在する曲だと思うが、他のアルバムの曲と遜色はない」と評した。音楽情報サイト『Bring the Noise』のケイティ・コンウェイ＝フラッドは曲の簡潔さとほろ苦い抒情性を称賛し、本題に真剣に取り組む2人の姿勢を評価した。

## クレジット
※出典
- ダロン・ウィークス – ボーカル、ピアノ、作詞作曲、プロデューサー
- ライアン・シーマン – タンバリン、スレイベル
- ティム・バグノッタ – レコーディング・エンジニア
- ブライアン・フィリップス – レコーディング・エンジニア
- テイラー・レイジェス – アシスタント・エンジニア
- ミッシェル・マンチーニ – マスタリング